# Bleibach (Rotbach)
Der Bleibach ist ein 23,9 km langer, rechter Nebenfluss des Rotbachs in Nordrhein-Westfalen, Deutschland.

## Geographie
Der Bleibach entsteht heute durch den Zusammenfluss mehrerer kurzer Quellbäche unmittelbar an der Eifelbahn südlich von Scheven, einem Ortsteil von Kall. Der Ursprung liegt auf einer Höhe von 380 m ü. NHN. In überwiegend nordnordöstliche Richtungen laufend, durchfließt der Bach Scheven, Denrath und Roggendorf, bevor er vor Kommern zum Mühlensee angestaut wird. Der Bleischlamm, den der Bach aus dem Bleibergwerk mitbringt, in dem er entspringt, kann sich auf diese Weise unschädlich absetzen. Vorher überschwemmte der Bach im Frühjahr die Wiesen an seinen Ufern, weshalb regelmäßig Vieh am Bleigehalt des Grases erkrankte. Dieser Schutz ist jedoch nicht ausreichend. Nach Durchqueren von Kommern passiert der Bach die Ortschaften Schaven, Firmenich und Obergartzem. An der Tissenicher Mühle mündet linksseitig der Enzbach. Der weitere Weg führt den Bach durch Dürscheven, Irresheim, Frauenberg, Oberwichterich nach Wichterich. Hier mündet der Bleibach am nördlichen Ortsrand auf 135 m ü. NHN von rechts in den Rotbach.
Bei einem Höhenunterschied von 245 m beträgt das mittlere Sohlgefälle 10 ‰. Sein 50,036 km² großes Einzugsgebiet entwässert der Bleibach über Rotbach, Erft und Rhein zur Nordsee.

### Nebenflüsse
Bedeutendster Nebenfluss des Bleibachs ist der 5,6 km lange Enzbach. Mit einer Fläche von 8,559 km² hat sein Einzugsgebiet einen Anteil von 17 % an dem des Bleibachs. Im Folgenden werden die Nebenflüsse nach dem Gewässerverzeichnis NRW aufgeführt.
| Name | Stat. in km | Lage   | Länge in km | EZG in km² | Mündungshöhe in m ü. NHN | GKZ       |
| --- | ----------- | ------ | ----------- | ---------- | ------------------------ | --------- |
| N.N. | 22,043      | links  | 1,6         |            | 329                      | 27448 112 |
| Wallenthaler Graben | 20,736      | links  | 1,9         |            | 311                      | 27448 114 |
| Kalenberger Bach | 19,824      | rechts | 2,6         |            | 303                      | 27448 12  |
| N.N. | 18,503      | rechts | 0,8         |            | 287                      | 27448 132 |
| Krebsbach | 16,867      | links  | 1,4         |            | 272                      | 27448 14  |
| Wälschbach | 13,966      | rechts | 1,8         |            | 239                      | 27448 16  |
| N.N. | 13,677      | links  | 1,5         |            | 236                      | 27448 172 |
| Gehlbach | 13,138      | rechts | 1,7         |            | 230                      | 27448 18  |
| N.N. | 9,313       | rechts | 1,1         |            | 195                      | 27448 192 |
| Enzbach | 7,206       | links  | 5,6         | 8,559      | 178                      | 27448 2   |
| Länge und Größe der angegebenen Einzugsgebiete nach Gewässerverzeichnis des Landesamtes für Natur, Umwelt und Verbraucherschutz NRW 2006 (Memento vom 15. Februar 2010 im Internet Archive) (PDF; 1,03 MB). |             |        |             |            |                          |           |

### Sonstiges
Auf Grunde der Lage in Nähe des Baches trägt die Kita in Firmenich den Namen „AWO Kindertagesstätte Bleibachzwerge“.